# 埃斯特羅 (佛羅里達州)
埃斯特羅（英語：Estero）是位於美國佛羅里達州李縣的一個村落。

## 地理
埃斯特羅的座標為26°25′56″N 81°48′34″W / 26.43222°N 81.80944°W，而該地最高點為海拔高度4米（即13英尺）。

## 人口
根據2010年美國人口普查的數據，埃斯特羅的面積為65.72平方千米，當中陸地面積為63.34平方千米，而水域面積為2.38平方千米。當地共有人口32325人，而人口密度為每平方千米491人。